# Gwaun-Cae-Gurwen
Gwaun-Cae-Gurwen è un centro abitato del Galles, situato nel distretto di contea di Neath Port Talbot.